# Ceetrus
Ceetrus est une société foncière française. Filiale immobilière du groupe Auchan fondée en 1976, elle a porté le nom d'Immochan jusqu'en 2018. 
Ce changement de nom marque le passage d'une activité principalement foncière commerciale à celle de développeur immobilier mixte ainsi qu'une prise de distance opérationnelle de la part du groupe Auchan, qui reste actionnaire unique.
Cependant, en janvier 2021, Ceetrus retrouve son statut de foncière commerciale pour transférer ses fonctions d'opérateurs immobilier mixte à une nouvelle entreprise du groupe Auchan : NHOOD. En effet, celle-ci va maintenant gérer, exploiter, développer et valoriser les actifs de Ceetrus.

## Chiffres
Ceetrus déclare les chiffres suivants dans son rapport d'activité 2018:
- 10 700 commerçants hébergés, ayant un chiffre d'affaires total de 6,3 milliards d'euros
- 135 000 m2 de centres commerciaux acquis ou construits
- 89 000 m2 de bureaux acquis ou construits
- 39 000 m2 de logements acquis ou construits.

En 2018, son patrimoine est valorisé à un peu plus de 8 milliards d'euros ce qui en fait la troisième entreprise foncière de France derrière Unibail-Rodamco et Klépierre.

## Condamnation
Ceetrus a été condamnée par le tribunal de commerce de Paris à verser à la SNCF 47 millions d'euros pour l'abandon du  projet de rénovation de la gare  du nord.

## Oppositions
Des nouveaux projets d'aménagement de la société Immochan sont contestés par des riverains. La société est parfois perçue comme le symbole de l’accaparement des terres par la famille Mulliez, qui agit au travers de nombreuses autres sociétés, comme Decathlon. Un collectif d'opposants a organisé en mai 2014 une marche "Anti-Mulliez" de Roubaix (siège de l'Association familiale Mulliez) à Néchin (commune belge, lieu de résidence de certains membres de la famille Mulliez), réclamant « Des champs, pas d'Auchan » et « Austérité pour les Mulliez ».
Certains de ses projets suscitent une opposition, notamment à Gonesse (projet EuropaCity finalement annulé par le gouvernement d'Emmanuel Macron le 7 novembre 2019), à Saint-Jean-de-Braye (un projet Oxylane, groupe appartenant également à la famille Mulliez) dans le Loiret, à Mont-Saint-Aignan près de Rouen (cas de la ferme des Bouillons, où Immochan a dû abandonner son projet), à Cavaillon, dans le Vaucluse, à Saint-Clément-de-Rivière près de Montpellier (projet Oxylane).

## Historique du logo

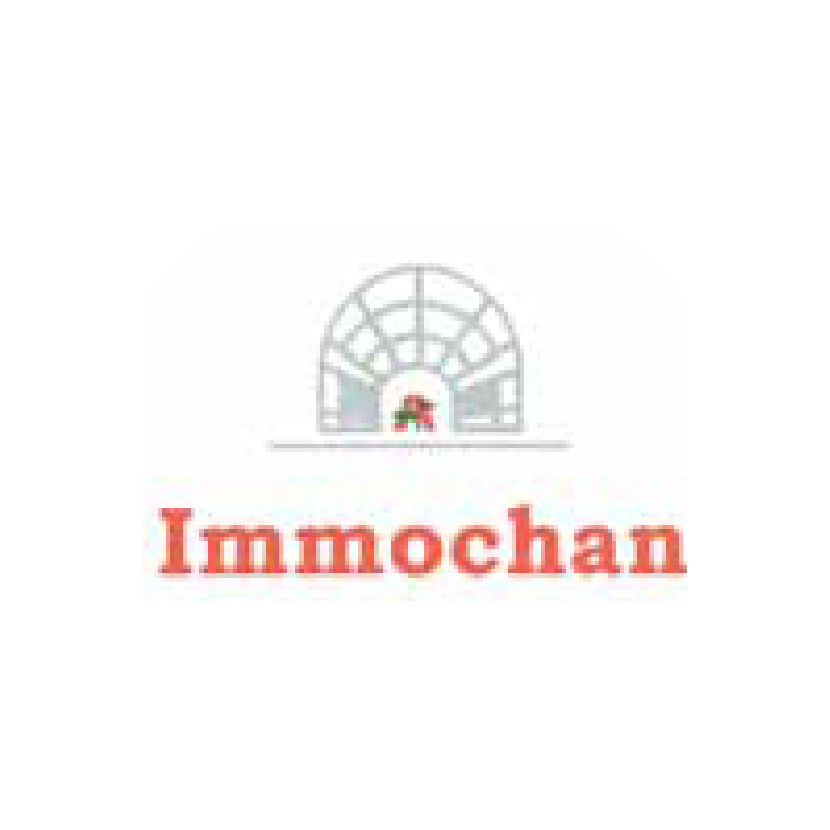
1990
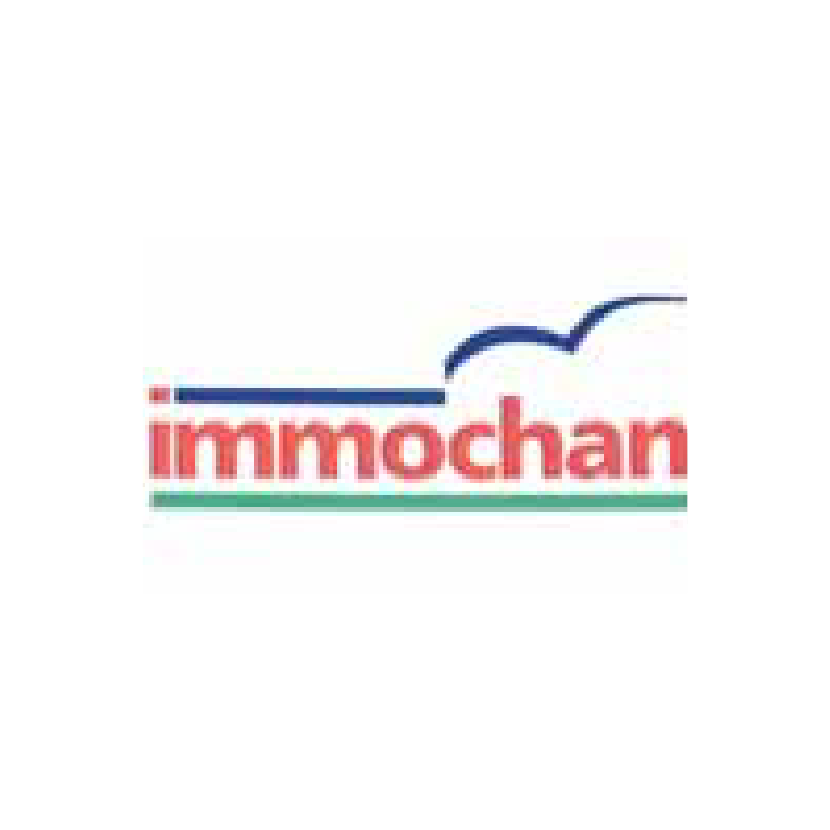
1996
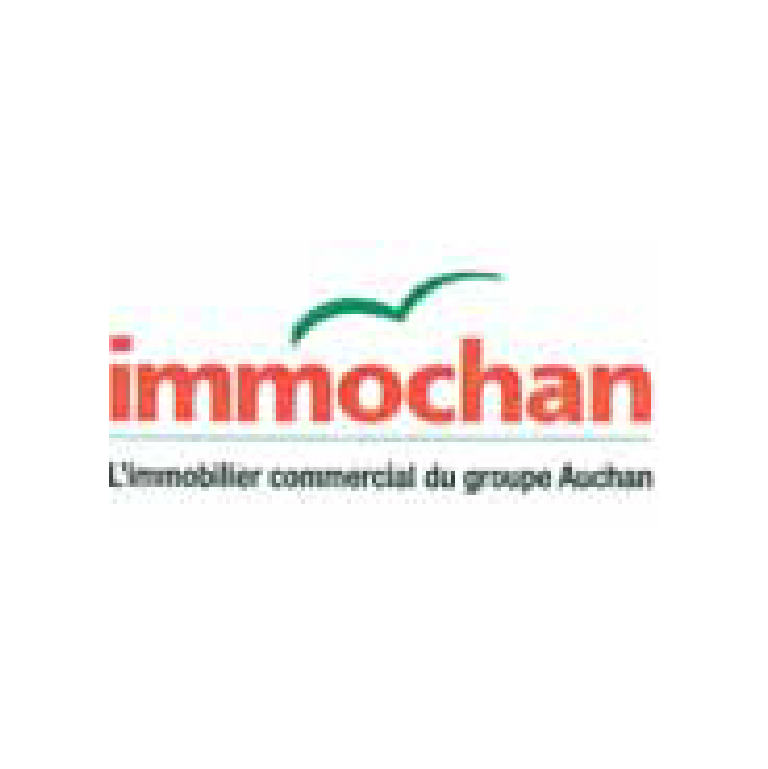
2004 - "L'immobilier commercial du groupe Auchan"
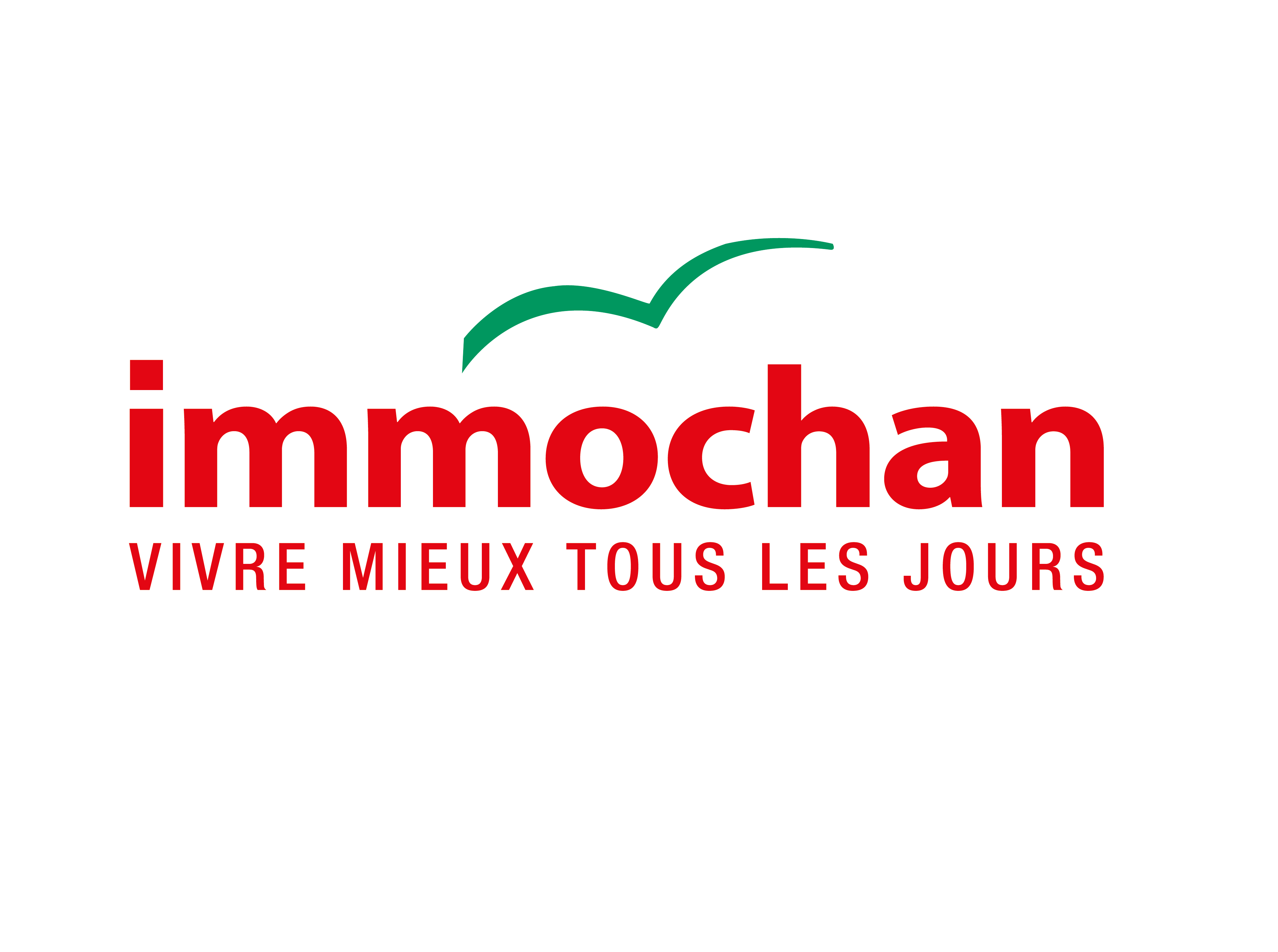
2005 - "Vivre mieux tous les jours"
2012 - "Vivre mieux tous les jours"
2018 - "Ceetrus, with citizens, for citizens"